# Chinesische Ortsnamen
Chinesische Ortsnamen beziehen sich primär auf han-chinesische Namen aber auch auf solche, die von chinesischen Minderheiten verwendet werden.

## Ursprünge
Spencer (1941) meint, dass han-chinesische Ortsnamen sowohl einheimische kulturelle und geografische Einflüsse indizieren, aber selten kulturelle Einflüsse aus anderen Teilen der Welt.
Tibetische, mongolische, uighurische und Stammes-Minoritätennamen werden phonetisch ins Chinesische transkribiert.

## In der chinesischen Grammatik
Namen für Orte in China enthalten, wenn auf sie auf Chinesisch Bezug genommen wird, eine Klassenbezeichnung (englisch: „class identifier“. Im Englischen wird dieser oft übersetzt, der Rest des Namens hingegen nicht. Das nachgestellte chinesische Zählwort wird im Englischen ebenfalls nachgestellt mit Ausnahme bei Bergen und Seen. Bei Namen von Seen und Bergen wird entweder „X Lake“ / „Lake X“ bzw.  „X Mountain“ / „Mount X“.)
Einige Bergketten wie Tian Shan werden direkt vom Chinesischen ins Englische übernommen. „Tian“ bedeutet Himmel und „Shan“ bedeutet Berg(e) oder Gebirge, „Tian Shan“ bedeutet also wörtlich „Himmelsberge“ oder „Himmelsgebirge“.

## Liste der Klassenbezeichnungen
C = Chinesisch (Kurzform), P = Pinyin, D = Deutsch
| Gruppe            | Klasse (D)                       | Klasse (C)    | Klasse (P)          | Beispiel (D)                                 | Beispiel (P)                  |
| ----------------- | -------------------------------- | ------------- | ------------------- | -------------------------------------------- | ----------------------------- |
| Administrativ     | Autonomes Gebiet                 | 自治区        | zìzhìqū             | Autonomes Gebiet Tibet                       | Xīzàng Zìzhìqū                |
| Administrativ     | Provinz                          | 省            | shěng               | Provinz Hebei                                | Héběi Shěng                   |
| Administrativ     | Regierungsunmittelbare Stadt     | 直辖市        | zhíxiá shì          | Stadt Peking                                 | Běijīng Shì                   |
| Administrativ     | Sonderverwaltungszone            | 特别行政区    | tèbié xíngzhèngqū   | Sonderverwaltungszone Hongkong               | Xiānggǎng Tèbié Xíngzhèngqū   |
| Administrativ     | Unterprovinzstadt                | 副省級城市    | fù shěngjí chéngshì | Stadt Chengdu                                | Chéngdū Shì                   |
| Administrativ     | Bezirksfreie Stadt               | 地级市        | dìjí shì            | Stadt Baoding                                | Bǎodìng Shì                   |
| Administrativ     | Autonomer Bezirk                 | 自治州        | zìzhì zhōu          | Autonomer Bezirk Ngawa der Tibeter und Qiang | Ābà Zàngzú Qiāngzú Zìzhìzhōu  |
| Administrativ     | Regierungsbezirk                 | 地区          | dìqū                | Regierungsbezirk Nyingchi                    | Línzhī Dìqū                   |
| Administrativ     | Bund                             | 盟            | méng                | Alxa-Bund                                    | Ālāshàn Méng                  |
| Administrativ     | Stadtbezirk                      | 市辖区        | shìxiá qū           | Stadtbezirk Saihan                           | Sàihǎn Qū                     |
| Administrativ     | Kreisfreie Stadt                 | 县级市        | xiànjí shì          | Stadt Hulin                                  | Hǔlín Shì                     |
| Administrativ     | Kreis                            | 县            | xian                | Kreis Pan                                    | Pán Xiàn                      |
| Administrativ     | Autonomer Kreis                  | 自治县        | zìzhì xiàn          | Autonomer Kreis Ning’er der Hani und Yi      | Níng’ěr Hānízú Yízú Zìzhìxiàn |
| Administrativ     | Banner                           | 旗            | qí                  | Linkes Tumed-Banner                          | Tǔmòtè Zuǒ Qí                 |
| Administrativ     | Autonomes Banner                 | 自治旗        | zìzhì qí            | Autonomes Banner Morin Dawa der Daur         | Mòlì Dáwǎ Dáwò’ěrzú Zìzhì Qí  |
| Administrativ     | Sondergebiet / Waldgebiet        | 特区 / 林区   | tèqū / línqū        | Waldgebiet Shennongjia                       | Shénnóngjià Línqū             |
| Administrativ     | Straßenviertel                   | 街道办事处    | jiēdào bànshì chù   | Straßenviertel Gulangyu                      | Gǔlàngyǔ Jiēdào               |
| Administrativ     | Großgemeinde                     | 镇            | zhèn                | Großgemeinde Xitang                          | Xītáng Zhèn                   |
| Administrativ     | Gemeinde                         | 乡            | xiāng               | Gemeinde Linjiang                            | Línjiāng Xiāng                |
| Administrativ     | Nationalitätengemeinde           | 民族乡        | mínzú xiāng         | Gemeinde Shibazhan der Oroqen                | Shíbāzhàn Èlúnchūnzú Xiāng    |
| Administrativ     | Sum                              | 苏木          | sūmù                | Sum Handagai                                 | Hǎndágài Sūmù                 |
| Administrativ     | Nationalitäten-Sum               | 民族苏木      | mínzú sūmù          | Ewenkischer Nationalitäten-Sum               | Èwēnkè Mínzú Sūmù             |
| Administrativ     | Amtsgebietsstelle                | 区公所        | qūgōng suǒ          | Amtsgebietsstelle Qiman                      | Qímàn Qūgōng Suǒ              |
| Administrativ     | Einwohnergemeinschaft            | 社区          | shèqū               | Einwohnergemeinschaft Hongyancun             | Hóngyáncūn Shèqū              |
| Administrativ     | Dorf                             | 村            | cūn                 | Dorf Linlu                                   | Línlù Cūn                     |
| Administrativ     | Gaqaa                            | 嘎查          | gāchá               | Gaqaa Bayan Burd                             | Bāyīn Bùrìdé Gāchá            |
| Landform          | Gebirgskette                     | 山脉          | shānmài             | Himalaya                                     | Xǐmǎlāyǎ Shānmài              |
| Landform          | Berg(e) / Gebirge                | 山            | shān                | Tianmu-Berge / -Gebirge                      | Tiānmù Shān                   |
| Landform          | Gipfel                           | 峰            | fēng                | Mount Everest                                | Zhūmùlǎngmǎ Fēng              |
| Landform          | Insel                            | 岛            | dǎo                 | Insel Zhoushan                               | Zhōushān Dǎo                  |
| Landform          | Hochebene                        | 草原          | cǎoyuán             | Hochebene von Bashang                        | Bàshàng Cǎoyuán               |
| Landform          | Halbinsel                        | 半岛          | bàn dǎo             | Halbinsel Leizhou                            | Léizhōu Bàn Dǎo               |
| Landform          | Tal                              | 沟 (früh. 峡) | gōu (xiá)           | Insukati-Tal                                 |                               |
| Landform          | Pass                             | 关            | guān                | Kunlun-Pass                                  | Kūnlún Guān                   |
| Landform          | Wüste                            | 沙漠          | shāmò               | Wüste Taklamakan                             | Tǎkèlāmǎgān Shāmò             |
| Landform          | Klamm / Felsschlucht             | 峡            | xiá                 | Wu-Klamm                                     | Wū Xiá                        |
| Landform          | Bassin / Becken                  | 盆地          | péndì               | Tarim-Becken                                 | Tǎlǐmù Péndì                  |
| Landform          | Höhle                            | 洞            | dòng                | Tianyuan-Höhle                               | Tiányuán Dòng                 |
| Landform          | Ebene                            | 平原          | píngyuán            | Chengdu-Ebene                                | Chéngdū Píngyuán              |
| Landform / Wasser | Gletscher                        | 冰川          | bīngchuān           | Rongpu-Gletscher                             | Róngbù Bīngchuān              |
| Landform / Wasser | Quelle                           | 泉            | quán                | Baimai-Quelle                                | Bǎi Mài Quán                  |
| Landform / Wasser | Wasserfall                       | 瀑布          | pùbù                | Hukou-Wasserfall                             | Hǔkǒu Pùbù                    |
| Landform / Wasser | Fluss                            | 河            | hé                  | Huai-Fluss                                   | Huái Hé                       |
| Landform / Wasser | Strom, großer Fluss              | 江            | jiāng               | Jialing-Strom                                | Jīalíng Jiāng                 |
| Landform / Wasser | (Binnen)See                      | 湖            | hú                  | Aiding-See                                   | Àidīng Hú                     |
| Landform / Wasser | Meer, X Golf / Bucht / Meerbusen | 海            | hǎi                 | Golf von Bohai                               | Bó Hăi                        |
| Landform / Wasser | Golf / Bucht / Meerbusen         | 灣            | wān                 | Bohai-Bucht                                  | Bóhǎi Wān                     |
| Landform / Wasser | (Meeres)Straße                   | 海峡          | hǎixiá              | Taiwan-Straße                                | Táiwān Hǎixiá                 |
| Landform / Wasser | Stausee / Talsperre              | 水库          | shuǐkù              | Xinfengjiang-Stausee                         | Xīnfēngjiāng Shuǐkù           |

## Himmelsrichtungen
- Ost: 东, Dong – e.g. Guangdong (广东), „Weiter Osten“
- West: 西, Xi – e.g. Xi’an (西安), „West-Friede“
- Süd: 南, Nan – e.g. Hainan (海南), „Meer-Süd“
- Nord: 北, Bei – e.g. Beijing (北京), „Nord-Hauptstadt“